# Frank Shore
Frank Shore (1887, data de morte desconhecida) foi um ciclista sul-africano.
Defendeu as cores da África do Sul participando em quatro provas do ciclismo de pista nos Jogos Olímpicos de Verão de 1908, disputadas na cidade de Londres, Grã-Bretanha.